# Jacksonport (Wisconsin)
Jacksonport – miasto w Stanach Zjednoczonych, w stanie Wisconsin, w hrabstwie Door.